# Нью-Делійська метало-бета-лактамаза 1

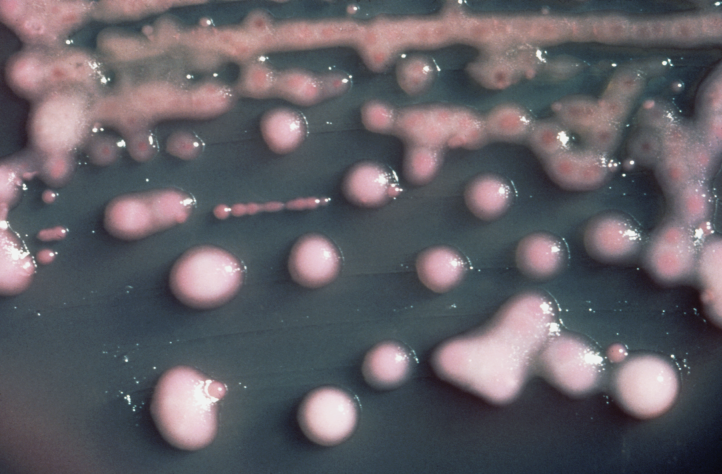
Клебсієла пневмонії, бактерія, у якої було вперше виявлено НДМ-1.

НДМ-1 (Нью-Делійська метало-бета-лактамаза 1; фермент — NDM-1, ген — blaNDM-1) — це фермент, який робить бактерії стійкими до широкого спектра бета-лактамних антибіотиків, в тому числі до антибіотиків сімейства карбапенемів, які є одним із засобів останньої надії для лікування бактеріальних інфекцій, стійких до решти антибіотиків. Нью-Делійська метало-бета-лактамаза має таку назву через те, що вона здатна розщеплювати (гідролізувати) бета-лактамне кільце в бета-лактамних антибіотиках, потребує двох іонів металу (а саме цинку), та була вперше виявлена в пацієнта, що захворів у Нью-Делі. Ген, що кодує цей фермент, зветься blaNDM-1 та належить до великої родини генів, які кодують ті ферменти з класу бета-лактамаз, що розщеплюють (гідролізують) карбапенеми і тому називаються карбапенемазами. Бактерії, які виробляють карбапенемази, часто називають у засобах масової інформації «супербактеріями», оскільки інфекції, спричинені ними, важко вилікувати. Такі бактерії зазвичай чутливі лише до поліміксинів і тігецикліну.
НДМ-1 була вперше виявлена у 2008 році в культурі клебсієли пневмонії, виділеної у шведського пацієнта індійського походження. Пізніше її виявили в бактеріях в Індії, Пакистані, Великобританії, Сполучених Штатах, Канаді, Японії, Єгипті та Іраку.
Найпоширенішими бактеріями, які виробляють цей фермент, є грам-негативні бактерії, такі як кишкова паличка та клебсієла пневмонії, але ген НДМ-1 може поширюватися від одного штаму бактерій до іншого шляхом горизонтального перенесення генів.

## Дія ферменту

Структура остову карбапенемів.

Карбапенеми — це клас бета-лактамних антибіотиків, які здатні вбивати більшість бактерій, пригнічуючи синтез одного з шарів їхньої клітинної стінки. Карбапенеми були розроблені для подолання стійкості до бета-лактамних антибіотиків у тих бактерій, які виробляють  ферменти з класу бета-лактамаз. Однак коли в бактерій є ген blaNDM-1, вони виробляють Нью-Делійську метало-бета-лактамазу (НДМ-1), яка є карбапенемазою, тобто гідролізує та розщеплює навіть ці антибіотики з класу карбапенемів.

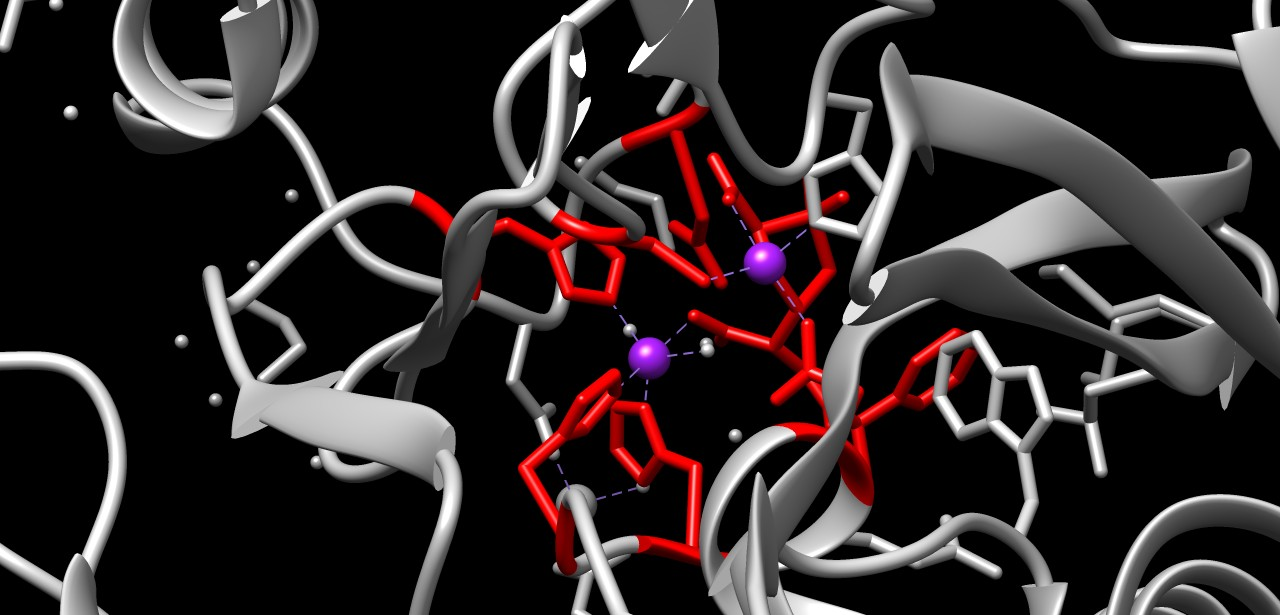
Два іони цинку, присутні в ділянці зв’язування

Карбапенемази є особливо небезпечними механізмами резистентності, оскільки вони можуть розщеплювати широкий ряд різних антибіотиків. Нью-Делійська метало-бета-лактамаза є однією із метало-бета-лактамаз класу B; також до карбапенемаз належать бета-лактамази класу А та класу D. (Карбапенемаза Klebsiella pneumoniae класу A  на цей час є найпоширенішою карбапенемазою, яка вперше була виявлена в Північній Кароліні, США, в 1996 році та відтоді поширилася по всьому світу. Подальше дослідження показало, що ентеробактерії, які виробляють карбапенемазу цього класу, стають все більш поширеними в Сполучених Штатах.)
Стійкість до антибіотиків, яку забезпечує цей ген (blaNDM-1), сприяє поширенню бактерій, які є його носіями, в організмі людини, оскільки такі бактерії виграють у змаганні з популяціями чутливих до антибіотиків бактерій, чисельність яких зменшується внаслідок первісного антибактеріального лікування. 
Нью-Делійська метало-бета-лактамаза діє завдяки двом іонам цинку, присутнім в активній ділянці зв'язування, які спричиняють гідроліз бета-лактамів, розщеплюючи їх. Результати експериментів показали, що хелатори цинку можуть запобігати гідролізу бета-лактамів, здійснюваному метало-бета-лактамазами.

## Походження та поширення
Нью-Делійська метало-бета-лактамаза була названа на честь Нью-Делі, столиці Індії, і цей фермент було вперше описано Йонгом та співавторами у грудні 2009 року у громадянина Швеції, який захворів на стійку до антибіотиків бактеріальну інфекцію, яку він підхопив в Індії. Ця інфекція була визначена як стійкий до карбапенемів штам клебсієли пневмонії, що має новітній ген blaNDM-1. Автори дійшли до висновку, що цей новітній механізм резистентності «очевидно, виник в Індії, але даних з Індії недостатньо, щоб припустити, наскільки він поширений». Однак його точне географічне походження не було остаточно встановлено. У березні 2010 року дослідження в лікарні в Мумбаї показало, що більшість стійких до карбапенемів бактерій, виділених у пацієнтів, несуть ген blaNDM-1. Пізніше редактор журналу попросив вибачення за те, що дозволив таку назву.
β-лактамазу НДМ-1 також виявили в ізоляті K. pneumoniae з Хорватії, при цьому пацієнт прибув із Боснії та Герцеговини. Тому другим місцем географічного походження вважаються східні Балкани.

## Фенотипове виявлення НДМ-1
Виявлення гена НДМ-1 залежить від фенотипового визначення активності його ферменту. Ці ферменти потребують цинку і тому їх називають метало-бета-лактамазами. Дослідження, проведені в Індії, показали їхню залежність від цинку і здатність речовин, що хелатують цинк, таких як етилендіамінтетраоцтова кислота, знижувати їхню активність. Для повсякденного визначення фенотипу в лабораторіях з обмеженими ресурсами були розроблені модифікований тест Ходжа та повторно модифікований тест Ходжа. Інші тести для визначення фенотипу:
- Тестування синергії подвійних дисків (DDST)
- Виявлення за допомогою автоматизованої системи Вітек
- Е-тест (E-Стрічка)[24]

## Фаготерапія
Дослідження показало, що бактеріофаги, специфічні до Klebsiella pneumoniae, успішно лікують пневмонію, спричинену штамами, що виробляють НДМ-1, на мишачих моделях. Лікування фагами призвело до значного зменшення бактеріального навантаження в легенях, при цьому всі миші, які отримували лікування, вижили та не мали ознак пневмонії, на відміну від тих, які отримували антибіотики, такі як левофлоксацин, у яких, навіть після лікування, залишалися симптоми захворювання. Дієвість фаготерапії була порівнянною з дієвістю антибіотиків, але з меншою токсичністю для органів, що спостерігалася в групах, які лікувалися фаготерапією. Це свідчить про те, що фаготерапія може бути життєздатною альтернативою або доповненням до традиційного лікування антибіотиками інфекцій, спричинених бактеріями з множинною лікарською стійкістю.

## Дивіться також
- Стійкість до антибіотиків
- Медичний туризм
- Внутрішньолікарняна інфекція
- Трансдукція (генетика)

## Виноски
1. ↑  Kumarasamy KK, Toleman MA, Walsh TR та ін. (August 2010). Emergence of a new antibiotic resistance mechanism in India, Pakistan, and the UK: a molecular, biological, and epidemiological study. Lancet Infect Dis. 10 (9): 597—602. doi:10.1016/S1473-3099(10)70143-2. PMC 2933358. PMID 20705517.
2. ↑  Yong, Dongeun; Toleman, Mark A.; Giske, Christian G.; Cho, Hyun S.; Sundman, Kristina; Lee, Kyungwon; Walsh, Timothy R. (2009-12). Characterization of a New Metallo-β-Lactamase Gene, bla NDM-1 , and a Novel Erythromycin Esterase Gene Carried on a Unique Genetic Structure in Klebsiella pneumoniae Sequence Type 14 from India. Antimicrobial Agents and Chemotherapy (англ.). Т. 53, № 12. с. 5046—5054. doi:10.1128/AAC.00774-09. ISSN 0066-4804. PMC 2786356. PMID 19770275. Процитовано 21 листопада 2024.{{cite news}}:  Обслуговування CS1: Сторінки з PMC з іншим форматом (посилання)
3. ↑  Krysenko, A. V.; Sklyar, T. V.; Vinnikov, A. I. (30 листопада 2009). Деякі аспекти загальної характеристики та класифікації бактеріальних β-лактамаз. Biosystems Diversity. Т. 17, № 3. с. 40—45. doi:10.15421/010965. ISSN 2520-2529. Процитовано 22 листопада 2024.
4. ↑  Peretyatko, O. G.; Yagnyuk, Yu. A.; Sklyar, N. I.; Bolshakova, G. M.; Kholodna, T. V. (12 вересня 2022). Beta-lactamases of enterobacteria: general characteristics, mechanisms and regional features of distribution. Annals of Mechnikov Institute. № 3. с. 7—12. doi:10.5281/zenodo.7070850. Процитовано 22 листопада 2024.
5. ↑  Duda, O. K.; Horbal, N. B.; Masalitina, O. V. (31 липня 2015). Роль бета-лактамаз у формуванні антибіотикорезистентності. Ліки України (укр.). № 5(191). с. 7—11. doi:10.37987/1997-9894.2015.5(191).222560. ISSN 2221-9781. Процитовано 22 листопада 2024.
6. ↑  Green, V. L.; Verma, A.; Owens, R. J.; Phillips, S. E. V.; Carr, S. B. (1 жовтня 2011). Structure of New Delhi metallo-β-lactamase 1 (NDM-1). Acta Crystallographica Section F: Structural Biology and Crystallization Communications (англ.). Т. 67, № 10. с. 1160—1164. doi:10.1107/S1744309111029654. ISSN 1744-3091. PMC 3212353. PMID 22102018. Процитовано 22 листопада 2024.{{cite news}}:  Обслуговування CS1: Сторінки з PMC з іншим форматом (посилання)
7. ↑  Health Protection Report. Health Protection Agency. 3 липня 2009.
8. ↑  Indian Network for Surveillance of Antimicrobial Resistance (INSAR) group (webappendix) (November 2010). New Delhi metallo-β-lactamase 1. The Lancet Infectious Diseases. 10 (11): 749—750. doi:10.1016/S1473-3099(10)70239-5. PMID 21029984.
9. ↑  Stephen Smith (13 вересня 2010). New drug-resistant 'superbug' arrives in Mass. The Boston Globe. Процитовано 18 вересня 2010.
10. ↑  Superbug detected in GTA. Toronto Star. 22 серпня 2010.
11. ↑  Shino Yuasa (8 вересня 2010). Japan confirms first case of superbug gene. The Boston Globe. Associated Press. Процитовано 14 лютого 2016.
12. ↑  Ghaith, Doaa M.; Mohamed, Zeinat K.; Farahat, Mohamed G.; Aboulkasem Shahin, Walaa; Mohamed, Hadeel O. (1 березня 2019). Colonization of intestinal microbiota with carbapenemase-producing Enterobacteriaceae in paediatric intensive care units in Cairo, Egypt (PDF). Arab Journal of Gastroenterology (англ.). 20 (1): 19—22. doi:10.1016/j.ajg.2019.01.002. ISSN 1687-1979. PMID 30733176.
13. ↑  Al-hussaniy, Hany; Al-tameemi, Zahraa Salam (2022). Methicillin-Resistant Staphylococcus aureus and New Delhi Metallo beta-lactamases- types of antibiotic resistance, methods of prevention. Medical and Pharmaceutical Journal. 1 (1): 14—24. doi:10.55940/medphar20223.
14. ↑  Hudson, Corey M.; Bent, Zachary W.; Meagher, Robert J.; Williams, Kelly P.; Hall, Ruth (6 червня 2014). Resistance Determinants and Mobile Genetic Elements of an NDM-1-Encoding Klebsiella pneumoniae Strain. PLOS ONE. 9 (6): e99209. Bibcode:2014PLoSO...999209H. doi:10.1371/journal.pone.0099209. PMC 4048246. PMID 24905728.
15. ↑  Queenan AM, Bush K (July 2007). Carbapenemases: the versatile beta-lactamases. Clinical Microbiology Reviews. 20 (3): 440—458. doi:10.1128/CMR.00001-07. PMC 1932750. PMID 17630334.
16. ↑  Miriagou V, Cornaglia G, Edelstein M та ін. (February 2010). Acquired carbapenemases in Gram-negative bacterial pathogens: detection and surveillance issues. Clin. Microbiol. Infect. 16 (2): 112—122. doi:10.1111/j.1469-0691.2009.03116.x. PMID 20085605.
17. ↑  Nordmann P, Cuzon G, Naas T (April 2009). The real threat of Klebsiella pneumoniae carbapenemase-producing bacteria. Lancet Infect Dis. 9 (4): 228—236. doi:10.1016/S1473-3099(09)70054-4. PMID 19324295.
18. ↑  Cuzon, G.; Naas, T.; Nordmann, P. (February 2010). Carbapénèmases de type KPC : quel enjeu en microbiologie clinique ? [KPC carbapenemases: what is at stake in clinical microbiology?]. Pathologie Biologie (фр.). 58 (1): 39—45. doi:10.1016/j.patbio.2009.07.026. PMID 19854586.
19. ↑  Principe, Luigi; Vecchio, Graziella; Sheehan, Gerard; Kavanagh, Kevin; Morroni, Gianluca; Viaggi, Valentina; di Masi, Alessandra; Giacobbe, Daniele Roberto; Luzzaro, Francesco (1 жовтня 2020). Zinc Chelators as Carbapenem Adjuvants for Metallo-β-Lactamase-Producing Bacteria: In Vitro and In Vivo Evaluation. Microbial Drug Resistance (англ.). 26 (10): 1133—1143. doi:10.1089/mdr.2020.0037. ISSN 1076-6294. PMID 32364820.
20. 1 2  Yong D, Toleman MA, Giske CG, Cho HS, Sundman K, Lee K, Walsh TR (December 2009). Characterization of a new metallo-beta-lactamase gene, bla(NDM-1), and a novel erythromycin esterase gene carried on a unique genetic structure in Klebsiella pneumoniae sequence type 14 from India. Antimicrob Agents Chemother. 53 (12): 5046—5054. doi:10.1128/AAC.00774-09. PMC 2786356. PMID 19770275.
21. ↑  Deshpande Payal; Rodrigues Camilla; Shetty Anjali; Kapadia Farhad; Hedge Ashit; Soman Rajeev (2010). New Delhi Metallo-β lactamase (NDM-1) in Enterobacteriaceae: Treatment options with Carbapenems Compromised. J Assoc Physicians India. 58: 147—150. PMID 20848811. Архів оригіналу за 26 серпня 2010. Процитовано 13 серпня 2010.
22. ↑  Mazzariol, Annarita; Bošnjak, Zrinka; Ballarini, Piero; Budimir, Ana; Bedenić, Branka; Kalenić, Smilja; Cornaglia, Giuseppe. NDM-1–producing Klebsiella pneumoniae, Croatia - Volume 18, Number 3—March 2012 - Emerging Infectious Diseases journal - CDC (амер.). doi:10.3201/eid1803.110389. Процитовано 24 листопада 2024.
23. ↑  Halaby, Teysir; Reuland, Ascelijn E.; al Naiemi, Nashwan; Potron, Anais; Savelkoul, Paul H. M.; Vandenbroucke-Grauls, Christina M. J. E.; Nordmann, Patrice (2012-05). A Case of New Delhi Metallo-β-Lactamase 1 (NDM-1)-Producing Klebsiella pneumoniae with Putative Secondary Transmission from the Balkan Region in the Netherlands. Antimicrobial Agents and Chemotherapy (англ.). Т. 56, № 5. с. 2790—2791. doi:10.1128/AAC.00111-12. ISSN 0066-4804. PMC 3346667. PMID 22330915. Процитовано 24 листопада 2024.{{cite news}}:  Обслуговування CS1: Сторінки з PMC з іншим форматом (посилання)
24. 1 2  Rai, S; Singh, NP; Manchanda, V; Kaur, IR (2011). Zinc-dependent carbapenemases in clinical isolates of family Enterobacteriaceae. Indian Journal of Medical Microbiology. 29 (3): 275—9. doi:10.4103/0255-0857.83912. PMID 21860109.
25. ↑  C.s, VinodKumar; H, Srinivasa; Kumar, Chirag Arun; Kalasuramath, Suneeta; Prasad, B. S.; V.l, Jayasimha; Nachimuthu, Ramesh; Manohar, Prasanth. Therapeutic effectiveness of bacteriophage in the treatment of pneumonia caused by NDM-4 producing in a mouse model. IP Indian Journal of Immunology and Respiratory Medicine (англ.). Т. 7, № 2. с. 78—84. doi:10.18231/j.ijirm.2022.019. ISSN 2581-4222. Процитовано 29 листопада 2024.